# IC 1122
IC 1122 ist eine elliptische Galaxie vom Hubble-Typ E im Sternbild Schlange am Nordsternhimmel. Sie ist schätzungsweise 579 Millionen Lichtjahre von der Milchstraße entfernt.
Das Objekt wurde am 4. Juni 1889 von Guillaume Bigourdan entdeckt.